# 에밀리 브론테
에밀리 제인 브론테(영어: Emily Jane Brontë, 1818년 7월 30일 ~ 1848년 12월 19일)는 잉글랜드의 소설가이다. 《폭풍의 언덕》은 그녀의 대표작이자 유일한 소설 작품이며, 해당 작품은 고전 영국 문학 걸작으로서 대우받는다. 브론테가의 살아남은 네남매 가운데 셋째였던 그녀는 언니인 샬럿 브론테와 막내여동생 앤 브론테와 함께 시집을 출판하기도 했다. 필명은 엘리스 벨(Ellis Bell)로 해당 필명을 명의로 《폭풍의 언덕》을 출판했다.

## 생애
에밀리 브론테는 성공회 사제인 패트릭 브론테(영어: Patrick Brontë) 신부와 마리아 브랜웰(Maria Branwell) 사이에서 태어났으며, 그의 언니는 제인 에어의 작가 샬럿 브론테이다. 맏언니 밑으로 오빠가 있고 막내여동생 앤 브론테가 있었는데 이 중 오빠는 아편과 알콜중독으로 고생하다 결핵으로 죽었다. 브론테 자매는 어머니가 일찍 사망했기 때문에, 하워드의 사제관에서 이모의 보살핌을 받으면서 자랐다. 이들은 벨기에의 브뤼셀에서 학교를 열고자 했으나 실패했다. 오빠가 사망한지 3개월이 지나지 않은 1848년 12월 에밀리도 폐렴과 결핵으로 세상을 떠났다.

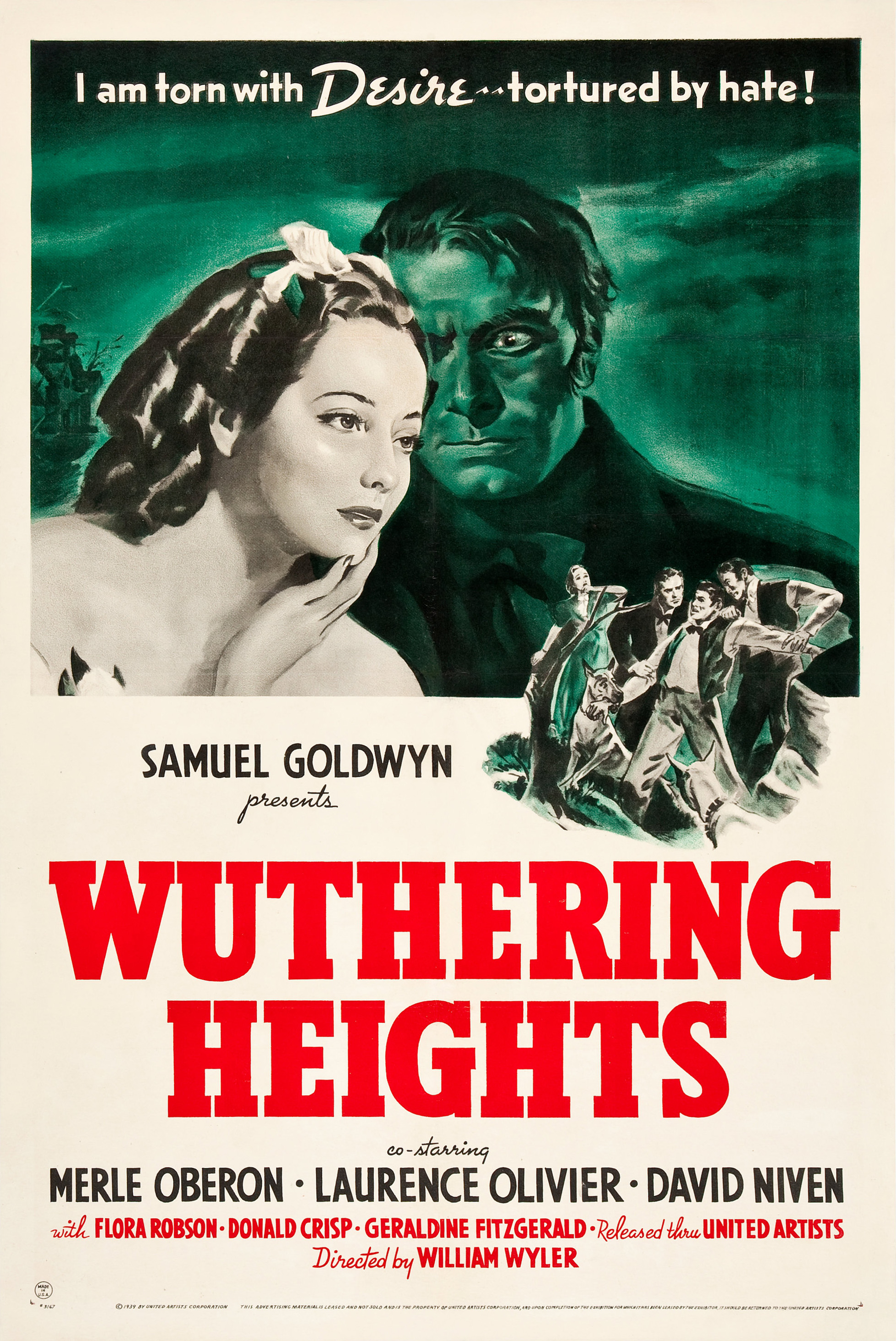
1939년 영화 '폭풍의 언덕' 포스터

## 문예 활동
언니인 샬럿 브론테와 여동생과 함께 필명으로 출판한 시집을 내기도 했지만 별로 인기를 끌지 못했다. 유명한 작품으로는 영국 요크셔의 황량한 벌판과 버려진 집을 배경으로 히스클리프와 캐서린의 사랑을 그린 소설 《폭풍의 언덕》이 있다. 하지만 발표된 당시에는 비평가들로부터 비윤리적인 작품이라는 안 좋은 평가를 받았다. 그녀의 작품을 이해하기에는 시대가 너무 보수적이었던 것이다. 하지만 20세기 들어서 서머셋 몸 등에 의해 다시 평가 받았다.

## 폭풍의 언덕과 영화

### 최초의 영화
1920년대에 최초로 폭풍의 언덕을 영화로 만들었다. 당시는 무성영화 시대였기 때문에 이 영화 역시 무성영화이다.

### 1939년판 흑백영화
잘 알려진 영화 폭풍의 언덕은 1939년 미국 MGM에서 제작한 흑백유성영화이다. 원작 소설의 후반부는 빼고 만들었으며, 캐서린과 히스클리프의 영혼이 추억의 장소인 패니스턴 바위를 걸어가는 마지막 장면을 통해 이들의 순수한 사랑을 강조했다. 2009년 2월 15일 대한민국의 예술전문 유선방송채널인 예당 Art-TV에서 심야시간에 방영된 적이 있다. 각색자는 찰스 맥아더, 밴 헤이트, 존 허스턴, 제작자는 윌리엄 와일러 감독이다. 영화는 1940년 아카데미 상 최우수작으로 지명되었다.

#### 등장배우
- 메를 오베런:캐서린 린튼역
- 로렌스 올리비에:히스클리프역
- 데이비드 니벤:에드거 린튼 역
- 플로라 로브슨:엘렌 딘 역
- 도널드 크리스프:닥터 케네스
- 제럴딘 피츠제럴드:이사벨라 린튼
- 레오 G. 캐롤:조제프

#### 줄거리
로크우드 씨가 폭풍의 언덕에 갔을 때 집주인인 히스클리프가 눈 속을 뛰어간다. 집주인의 갑작스러운 행동에 놀란 로크우드에게 엘렌 딘은 히스클리프가 캐서린을 향해 뛰어갔을 것이라고 말하며, 과거의 기억을 더듬는다. 40년 전 리버풀을 다녀온 언쇼는 거지꼴을 한 소년 히스클리프를 말에 태워서 데려온다. 히스클리프과 캐서린은 패니스턴 바위에서 서로를 인디아의 왕자, 캐서린 여왕의 노예라고 부르며 사랑을 나누는데, 이들의 사랑은 어른이 된 후에도 계속된다. 언쇼가 나이가 들어서 세상을 떠나자, 히스클리프는 힌들리에 의해 천대받는 마부로 전락하고, 캐서린마저도 부와 명예를 갖고 있는 에드거 린튼과 결혼한다. 캐서린의 배신에 화가 나서 가출했던 히스클리프는 부자가 되어서 돌아온다. 그는 여전히 캐서린을 사랑하고 있었다. 그래서 폐렴으로 죽음을 눈 앞에 둔 캐서린이 히스클리프에게 용서를 구하며 숨을 거두는 날, 추억의 장소인 고원의 패니스턴 바위를 함께 바라보면서 그녀의 곁을 지킨다. 그리고 40년 뒤 캐서린과 히스클리프의 영혼은 추억의 장소인 패니스턴 바위를 거닌다.

## 같이 보기
- 브론테 자매
- 영국 문학